# UniNettuno University TV
UniNettuno University TV (anciennement connu sous le Rai Nettuno Sat 1) est la première chaîne de télévision publique généraliste italienne.

## Histoire de la chaîne
À la suite des projets de Nettuno Sat, Rai Sat, Uninettuno sat et de différents ministères de l'éducation et de l'enseignement supérieur de l'Italie, la Grèce, la Turquie, l'Espagne, la France, la Croatie, l'Égypte, la Libye, la Tunisie, Chypre, Malte, l'Algérie et le Maroc et à l'initiative italienne de l'université Uninettuno et de l'Union européenne
La chaîne est lancée le 10 novembre 1998 durant la complémentarité du projet des canaux gratuits offerts du groupe RAI sat.
Quand Rai Sat devient exclusivement payante pour le bouquet Télépiù, la chaîne reste gratuite et sous le contrôle direct de la RAI.
Le 1er février 2009, Rai Nettuno Sat 2, la chaîne satellitaire gémelle de Nettuno Sat 1 fut créée. En avril 2014 la chaine change le nom: UniNettuno University TV.

### Capital
UniNettuno University TV est détenue à 100% par la Université virtuelle internationale en ligne Uninettuno.

## Programmes de la chaîne
UniNettuno University TV consiste à diffuser des leçons à la maison guidés par les instructions des facultés de l'université Uninettuno communiqués par Internet, et ça offre l'occasion d'accéder aux différents lieux et places prestigieux italiens.
De nos jours, elle est la seule chaîne aux ondes à avoir le sigle qui contient le slogan de la Rai des années quatre-vingt-dix.